# Bidnaviridae
Bidnaviridae  bezeichnet eine Familie von Viren, die monotypisch im Phylum Cossaviricota ist. Es gibt in der Familie zur Zeit (Ende März 2021) nur eine einzige offiziell vom International Committee on Taxonomy of Viruses (ICTV) bestätigte Gattung, Bidensovirus, und in dieser nur eine anerkannte Spezies, Bombyx mori bidensovirus (BmDNV).
Bidensovirus ist eine Gattung von Einzelstrang-DNA-Viren, die wirbellose Tiere infizieren.
Ursprünglich schienen zwei Arten dieser Gattung (mit BmDNV-2 bzw. BmDNV-3) den Parvoviridae (Unterfamilie Densovirinae) nahezustehen.
Aufgrund fehlender Unterschiede zwischen diesen beiden angenommenen Arten, aber signifikanter Unterschiede zu den Parvoviridae wurde dann eine einzige Spezies mit der bezeichneten neuen Gattung und Familie eingerichtet.
Die Klade bildet innerhalb des Phylums Cossaviricota die (wesentlich kleinere) Schwesterklasse Mouviricetes der Papovaviricetes mit den Papillom- und Polyomaviren.

## Beschreibung
Die Viruspartikel (Virionen) sind ikosaedrisch (mit Triangulationszahl T=1), nicht umhüllt und haben einen Durchmesser von ca. 25 nm. Sie enthalten zwei Strukturproteine, das Kapsid selbst besteht aus 60 Kopien des CP-Proteins.

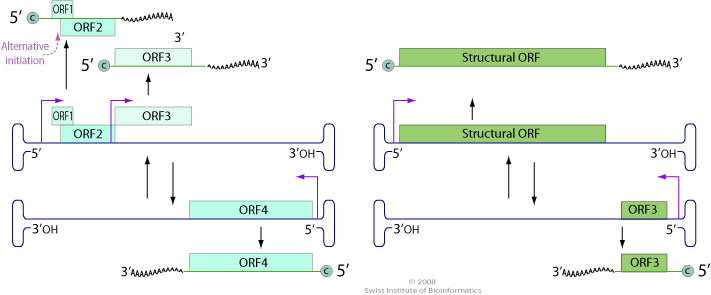
Genomkarte der Gattung Bidensovirus

Das Genom ist bipartit (d. h. besteht aus zwei Teilen), was eine Besonderheit unter den ssDNA-Viren ist. Beide Segmente sind linear und haben Längen von ca. 6 und 6,5 kb (Kilobasen).
Diese Segmente und die Komplementärstränge sind getrennt verpackt, was zu 4 verschiedenen Typen von Vollpartikeln führt.
Beide Segmente haben eine Ambisense-Organisation, kodieren für ein Strukturprotein in der einen Richtung und für Nichtstrukturproteine auf dem komplementären Strang.
- DNA1 (alias VD1) – das größere Segment mit 6,5 kb – kodiert das Kapsidprotein VP1 (128 kDa (Kilo-Dalton)) auf einem Strang und drei Nichtstrukturproteine NS1 (14 kDa), NS2 (37 kDa) und NS3 (55 kDa) auf dem Komplementärstrang.[4]
- DNA2 (alias VD2) – das kleinere Segment von 6 kb – kodiert das Kapsidprotein VP2 (133 kDa) auf einem Strang und das Nichtstrukturprotein NS4 (27 kDa) auf dem Komplementärstrang.[4]

Der Offene Leserahmen (en. open reading frame, ORF) mit nummer 4 (VD1-ORF4) 4 hat eine Länge von 3318 nt (Nukleotiden oder Basen) und kodiert ein vorhergesagtes Protein mit (3318/3-1=) 1105 Aminosäuren, das ein konserviertes DNA-Polymerase-Motiv aufweist.
Es scheint für mindestens 2 weitere Proteine zu kodieren, darunter eines mit ca. 53 kDa, das Teil des Virions ist.

## Wirte
Wie der Name andeutet infiziert Bombyx mori bidensovirus die Seidenraupe (Bombyx mori).
Unter den noch nicht bestätigten Vorschlägen vermutet man jedoch Wirte aus dem Spektrum der Pancrustacea (Krebstiere und Insekten):
- Stechmücken der Gattung Culex
- Käfer der Gattung Dendroctonus, en. bark beetle (Unterfamilie Borkenkäfer – Scolytinae)
- die Großarmgarnelen-Spezies Macrobrachium rosenbergii (Unterfamilie Felsengarnelen – Palaemoninae)

u. a. m.

## Systematik
Mit Stand Mai/Juni 2024 hat die Familie folgende Systematik (nicht-bestätigte Vorschläge nach NCBI in doppelten Anführungszeichen):
Realm: Monodnaviria – Phylum: Cossaviricota
- Klasse: Mouviricetes – Ordnung: Polivirales – Familie: Bidnaviridae

- Gattung: Bidensovirus

- Spezies: Bombyx mori bidensovirus (BmBDV, mit Subtypen 2, 3 und Zhenjiang)
- Spezies „Bark beetle-associated densovirus“ alias „Dendroctonus associated bidensovirus“
- Spezies „Macrobrachium rosenbergii bidensovirus“

- vorgeschlagene Mitglieder der Familie ohne Gattungszuordnung (inklusive Contigs aus Metagenomik):

- Spezies „Bidnavirus-like Culex mosquito virus“
- Spezies „Tasmanian devil feces bidnavirus 1“

## Evolution
Die Familie Bidnaviridae hat offenbar eine ziemlich „turbulente“ Vergangenheit mit evolutionäre Vergangenheit u. a. mit einer mutmaßlichen Gen-Übernahme von den dsRNA-Viren der Reoviridae.
Eine umfassende Analyse der Bidnaviren-Gene hat gezeigt, dass sich diese Viren aus einem Parvoviren-Vorfahren entwickelt haben,
von dem sie ein Jelly-Roll-Kapsidprotein (siehe auch β-Sandwich)
und eine Helikase der Superfamilie 3 geerbt haben.
Das Schlüsselereignis, das zur Trennung der Bidnaviren von den Parvoviren führte, könnte der Erwerb des PolB-Gens gewesen sein.
Als wahrscheinliches Szenario wird vermutet, dass das Genom der Parvoviren-Vorfahren in ein großes, von Viren abgeleitetes DNA-Transposon der Polinton/Maverick-Familie (Polintoviren) integriert wurde.
Dies könnte zur Übernahme des PolB-Gens der Polintoviren zusammen mit „umgekehrten terminalen Wiederholungen“ (en. inverted terminal repeats) geführt haben.